# Boomspijkertje
Boomspijkertje (Calicium)  is een geslacht van leprose korstmossen behorend tot de familie Caliciaceae.

## Evolutionaire geschiedenis
De ontdekking van een caliciumachtig fossiel in Baltisch barnsteen daterend uit 55-35 myr geeft aan dat de belangrijkste onderscheidende kenmerken van dit geslacht al minstens tientallen miljoenen jaren bestaan. Een fossiel-gekalibreerde fylogenie die dit fossiel omvat, suggereert dat de familie Caliciaceae diversifieerde van zijn gemeenschappelijke voorouder 103-156 Myr geleden in het vroege Krijt.

## Soorten
Volgens Index Fungorum bevat het geslacht 40 soorten (peildatum maart 2023):
| Soortnaam                                       | Auteur(s)                                   | Publicatiejaar |
| ----------------------------------------------- | ------------------------------------------- | -------------- |
| Calicium abietinum (onberijpt boomspijkertje)   | Pers.                                       | 1797           |
| Calicium adspersum (geelberijpt boomspijkertje) | Pers.                                       | 1798           |
| Calicium atronitescens                          | F. Wilson                                   | 1891           |
| Calicium brachysporum                           | (Nádv.) K. Knudsen, Kocourk. & Lendemer     | 2020           |
| Calicium carolinianum                           | (Tuck.) M. Prieto & Wedin                   | 2016           |
| Calicium chlorosporum                           | F. Wilson                                   | 1891           |
| Calicium contortum                              | F. Wilson                                   | 1889           |
| Calicium corynellum                             | (Ach.) Ach.                                 | 1803           |
| Calicium diploellum                             | Nyl.                                        | 1868           |
| Calicium episcalare                             | L. Tibell & T. Knutsson                     | 2016           |
| Calicium glaucellum (zwart boomspijkertje)      | Ach.                                        | 1803           |
| Calicium glebosum                               | Müll. Arg.                                  | 1887           |
| Calicium hyperelloides                          | Nyl.                                        | 1860           |
| Calicium indicum                                | Tibell                                      | 2006           |
| Calicium laevigatum                             | Tibell                                      | 2006           |
| Calicium lecideinum                             | (Nyl.) M. Prieto & Wedin                    | 2016           |
| Calicium lenticulare                            | Ach.                                        | 1816           |
| Calicium lucidum                                | (Th. Fr.) M. Prieto & Wedin                 | 2016           |
| Calicium lutescens                              | Tibell                                      | 2001           |
| Calicium martinii                               | Js. Murray                                  | 1960           |
| Calicium muriformis                             | Tibell                                      | 2003           |
| Calicium nobile                                 | Tibell                                      | 2006           |
| Calicium notarisii                              | (Tul.) M. Prieto & Wedin                    | 2016           |
| Calicium parvum                                 | Tibell                                      | 1975           |
| Calicium pinicola                               | (Tibell) M. Prieto & Wedin                  | 2016           |
| Calicium pleuriseptatum                         | Tibell & Frisch                             | 2010           |
| Calicium pyriforme                              | Tibell                                      | 2006           |
| Calicium quercinum                              | Pers.                                       | 1797           |
| Calicium robustellum                            | Nyl.                                        | 1861           |
| Calicium salicinum (Bbruin boomspijkertje)      | Pers.                                       | 1794           |
| Calicium sequoiae                               | C.B. Williams & Tibell                      | 2008           |
| Calicium succini                                | (Casp.) Rikkinen & A.R. Schmidt             | 2018           |
| Calicium tenuisporum                            | Tibell                                      | 2006           |
| Calicium tigillare                              | (Ach.) Pers.                                | 1810           |
| Calicium trabinellum                            | (Ach.) Ach.                                 | 1810           |
| Calicium trachylioides                          | (Nyl. ex Branth & Rostr.) M. Prieto & Wedin | 2016           |
| Calicium tricolor                               | F. Wilson                                   | 1889           |
| Calicium verrucosum                             | Tibell                                      | 2006           |
| Calicium victorianum                            | (F. Wilson) Tibell                          | 1987           |
| Calicium viride (groen boomspijkertje)          | Pers.                                       | 1794           |